# Hethum I av Armenien
Hethum I av Armenien, död 1270, var regerande kung av Armenien 1226-1270. 